# ジョージ・クルックシャンク
ジョージ・クルックシャンク （英: George Cruikshank, 1792年9月27日 - 1878年2月1日）はイギリスの風刺画家、挿絵画家。

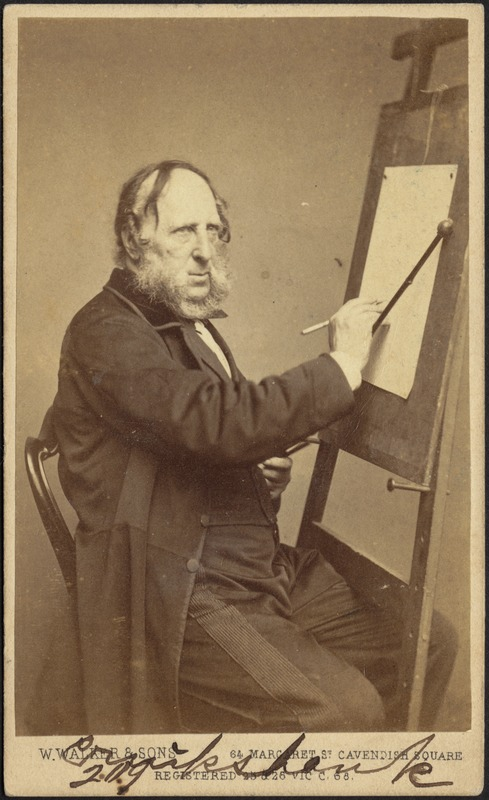
1859年〜1870年頃のクルックシャンク

スコットランドの著名な風刺画家アイザック・クルックシャンクの息子としてイギリス、ロンドンに生まれる。兄のアイザック・ロバートとともに幼い頃から父の稼業を手伝って技術を学び、1810年代には政治家などの権力者や世相を扱った風刺画でジェームズ・ギルレイ、トマス・ローランドソンに代わるスター画家となった。
風刺版画の人気が衰えた1820年代からは挿絵の分野に移り、フィールディングやデフォーの小説、グリム童話などの挿絵を手がけ、現代のホガースとも称される人気振りを博した。1830年代には当時駆け出しであったチャールズ・ディケンズの『ボズのスケッチ集』（1836年）、『オリバー・ツイスト』（1838年）の挿絵を手がけた。ディケンズの死後の1871年、『オリバー・ツイスト』のおおまかな筋書きや登場人物は自分が発案したと『タイムズ』紙に寄稿し、物議を醸した。
やや人気の衰えた1840年代、当時の禁酒ブームから着想を得た8枚つづりの連作版画集『酒びん』（1847年）を発表する。一杯の酒が良識的な一家庭を破滅に追いやる様を描いたもので、安価で売られたこともあって爆発的な人気を博し、この作品を翻案した小説や芝居なども作られた。クルックシャンク自身も続編の版画集『酒飲みの子供たち』（1848年）を製作している。
『酒びん』をきっかけにクルックシャンク自身も熱心な禁酒主義者となり、飲酒の害を説いて回るなどして知人を閉口させたという。また『グリム童話』などを禁酒の教訓を説くものへと翻案した挿絵本『クルックシャンクのおとぎ文庫』を発表し、ディケンズなどからおとぎ話の改ざんだとして非難を浴びた。1860年にはこのテーマを扱った4メートルにおよぶ大作『バッカス崇拝』を製作。この作品は現在ロンドンのテイト・ギャラリーに収蔵されている。

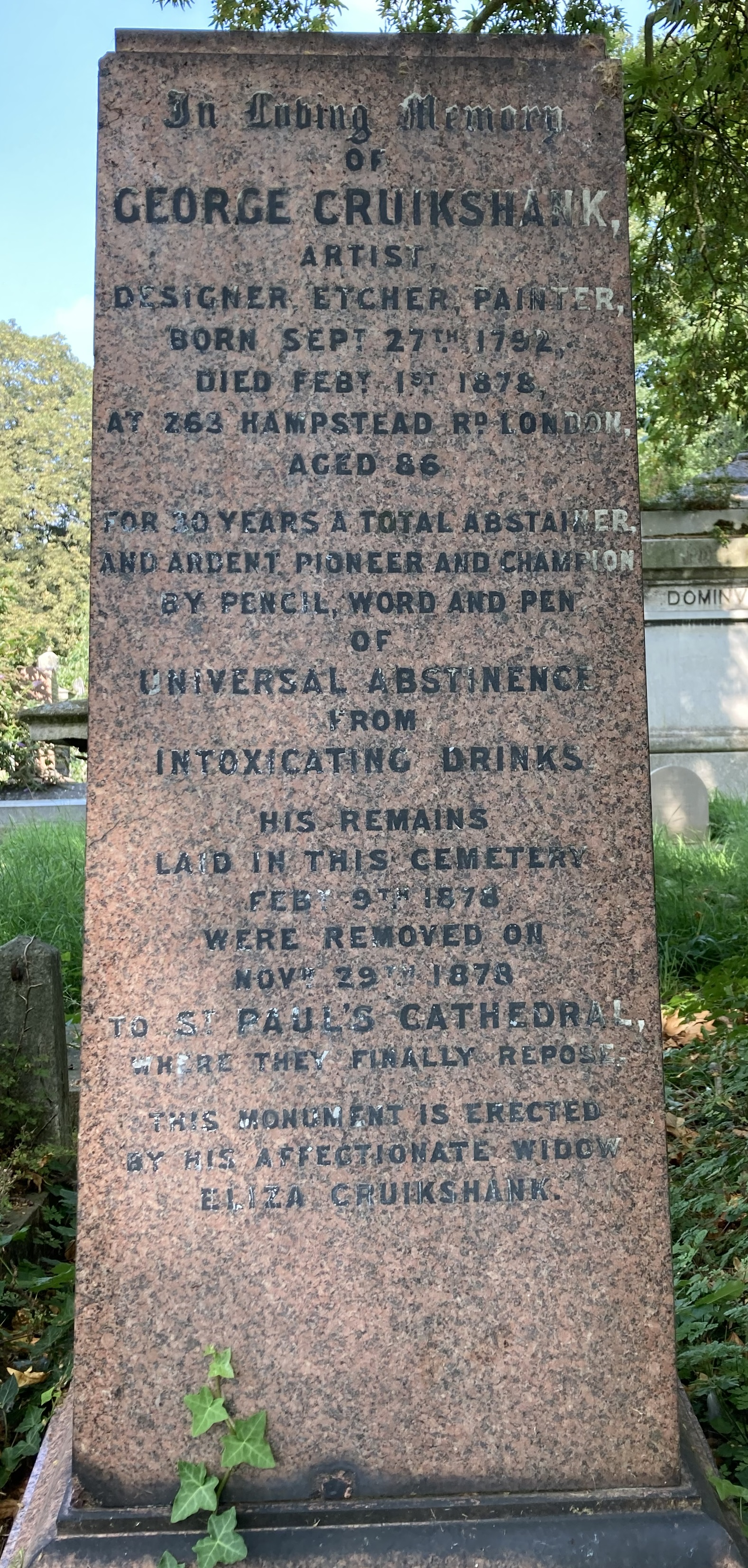
クルックシャンクの記念碑

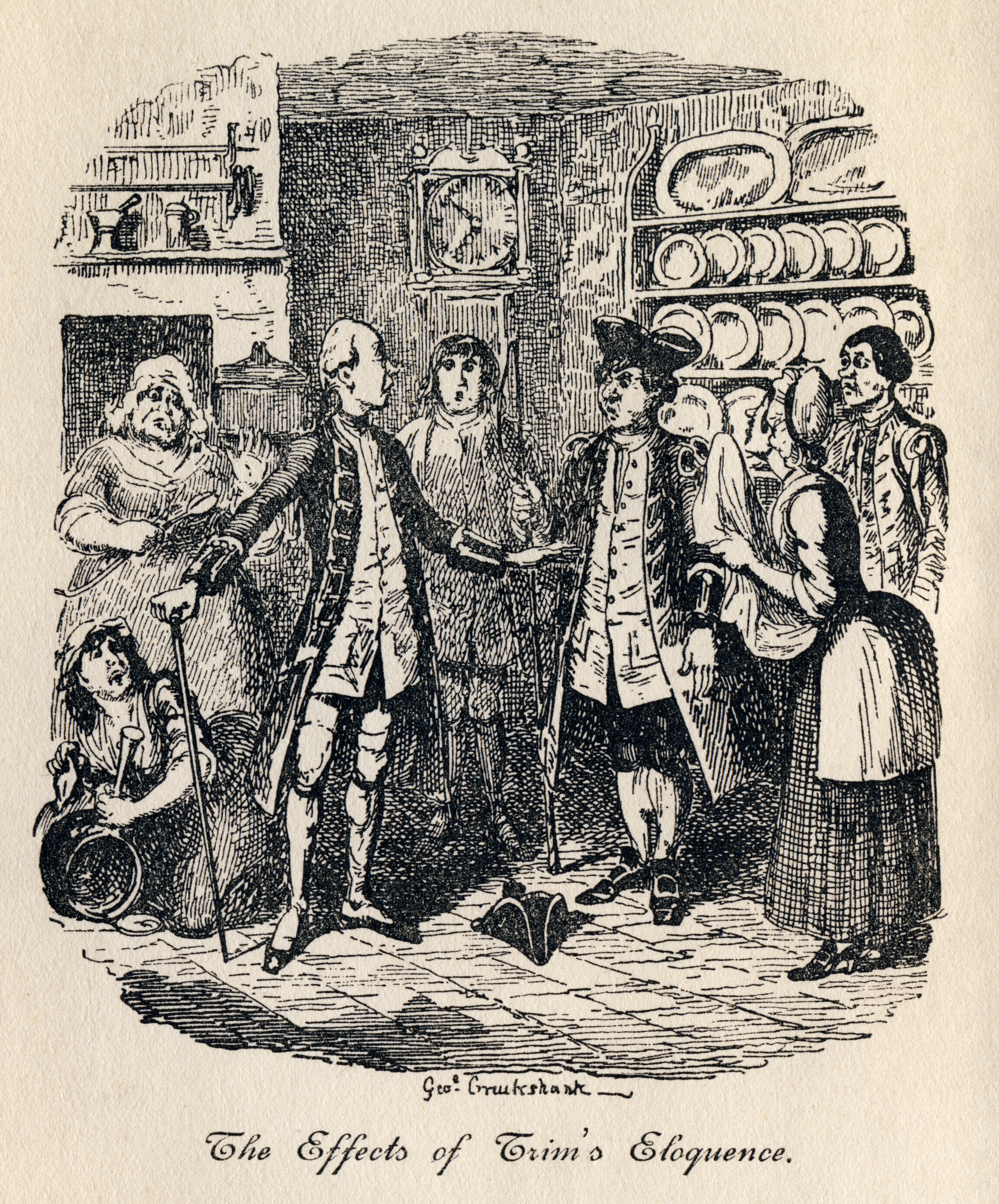
Plate I
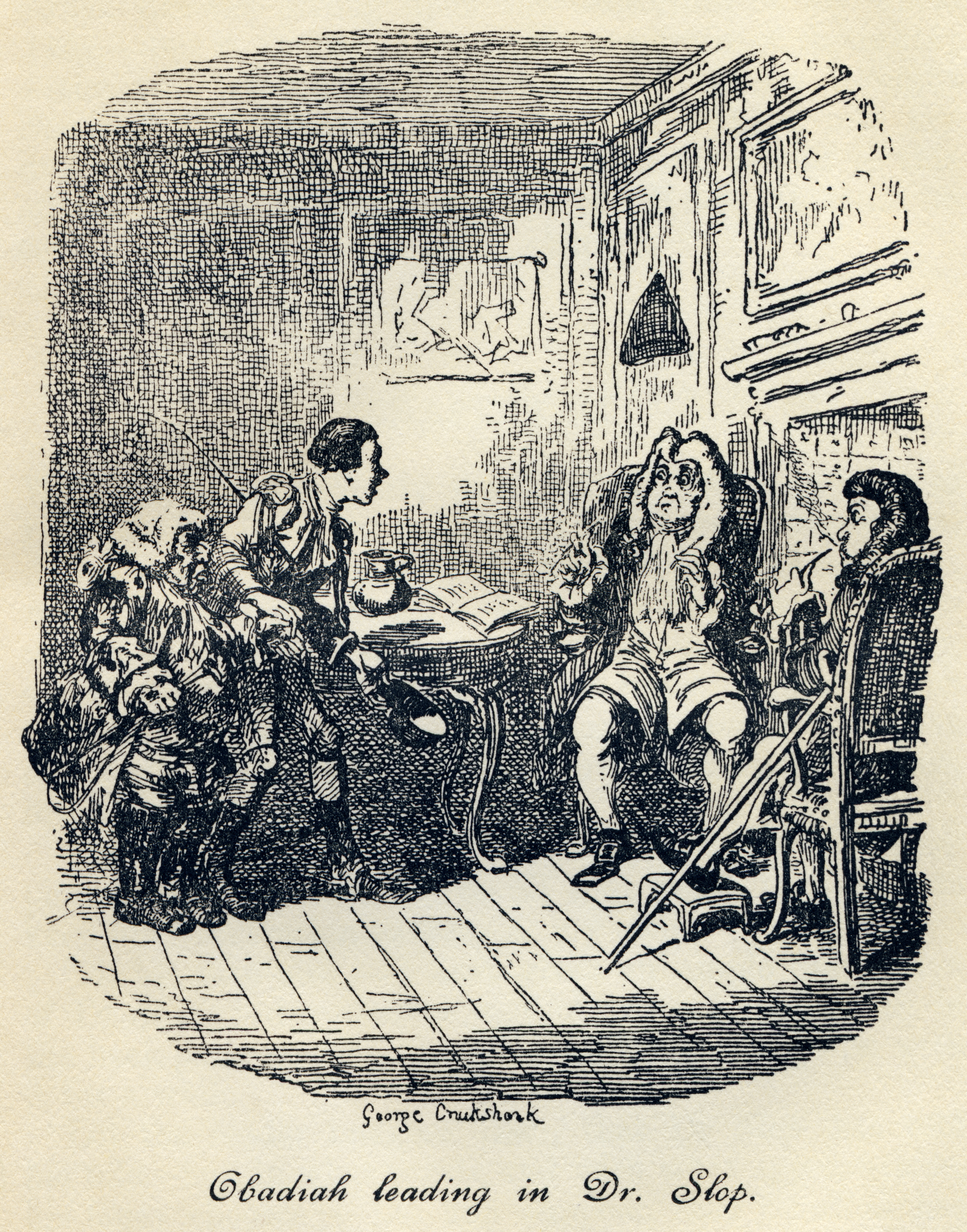
Plate II
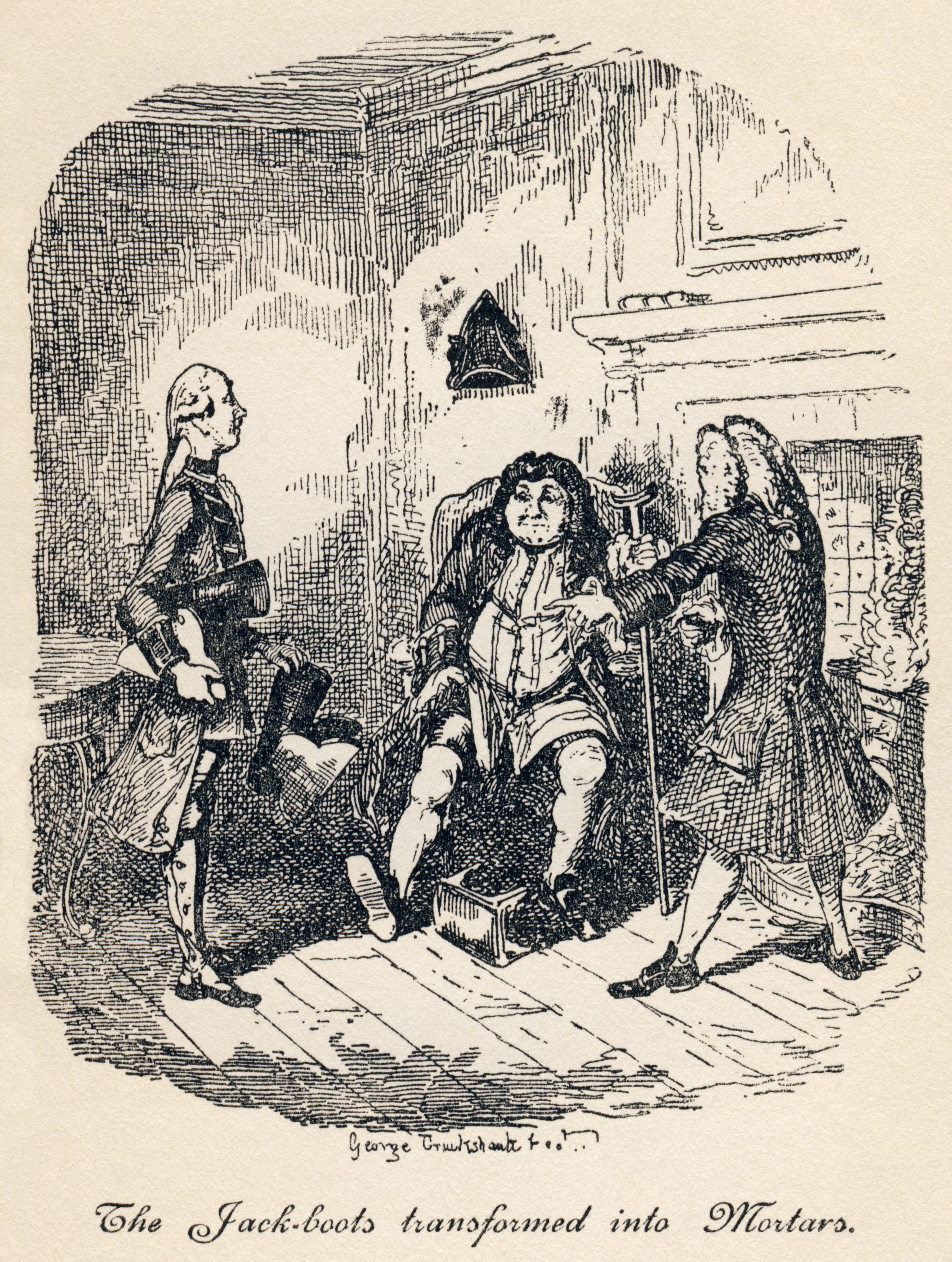
Plate III
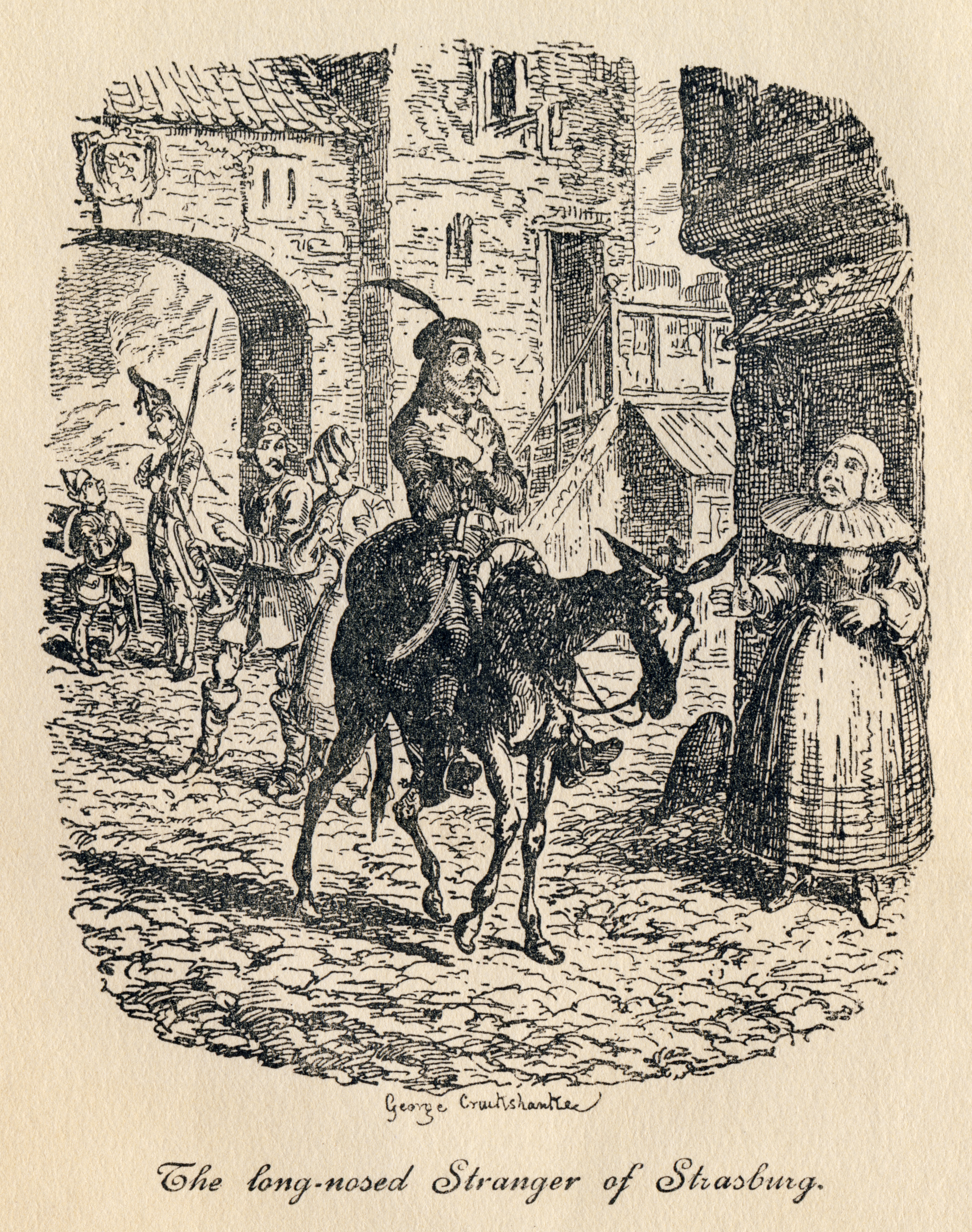
Plate IV
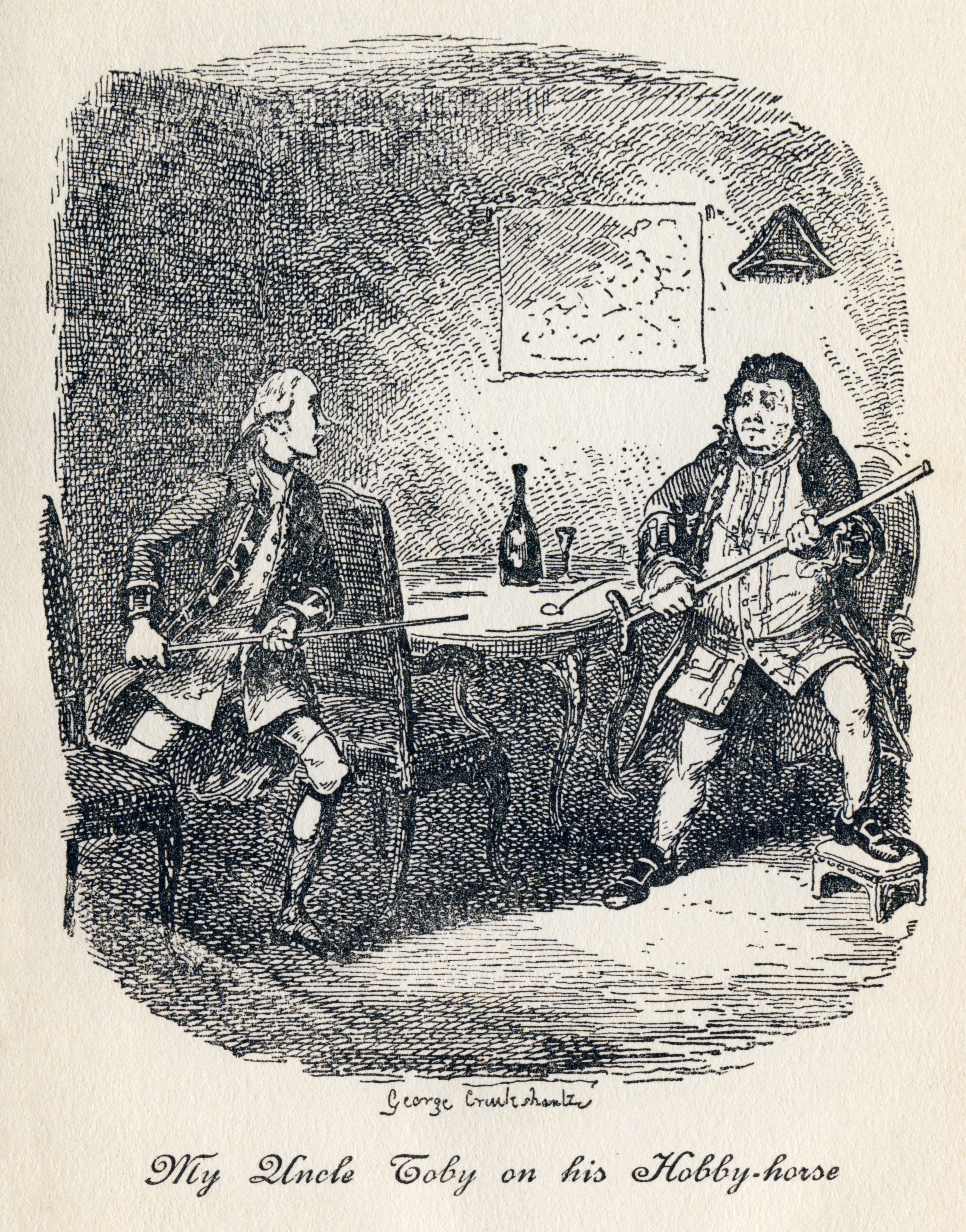
Plate V
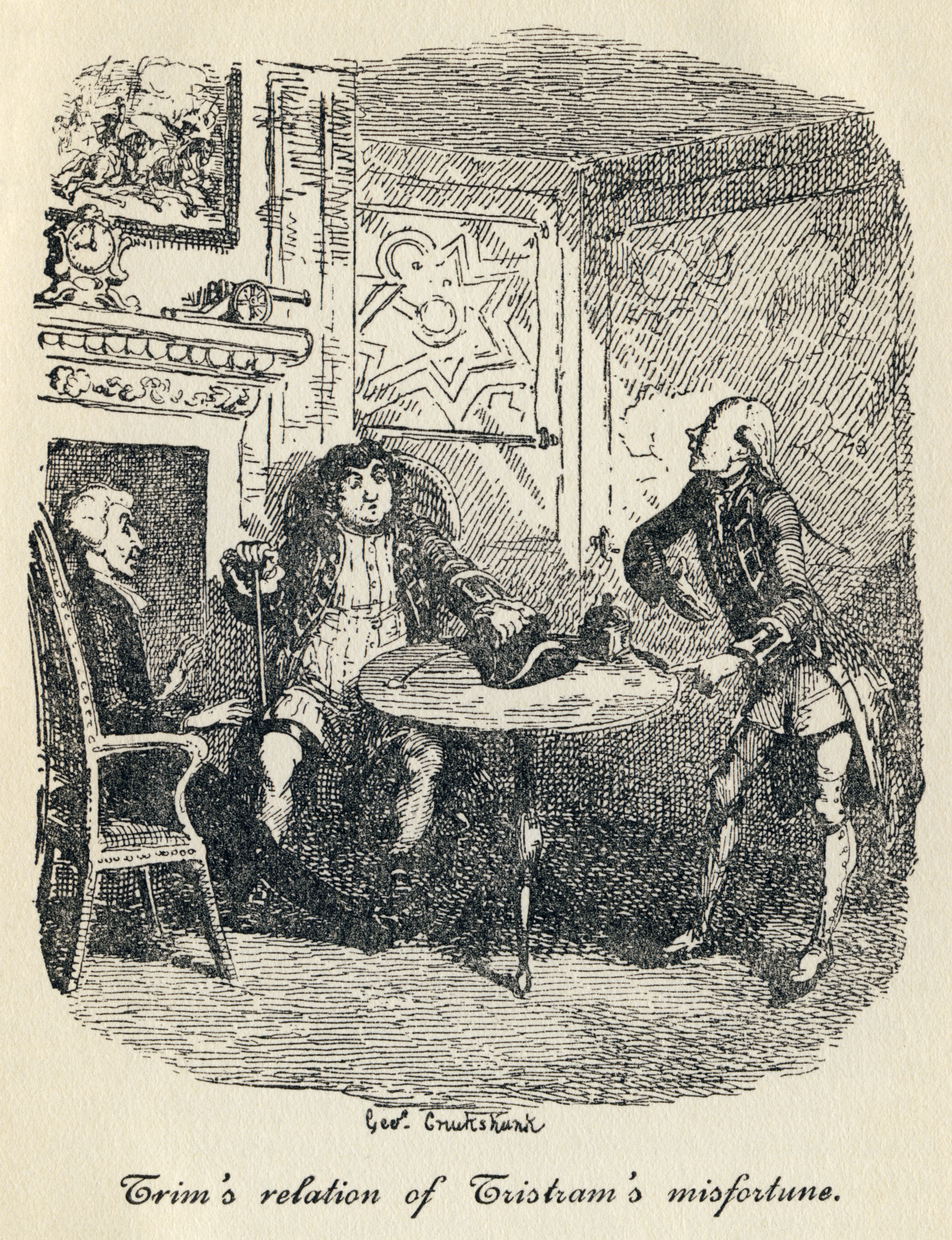
Plate VI
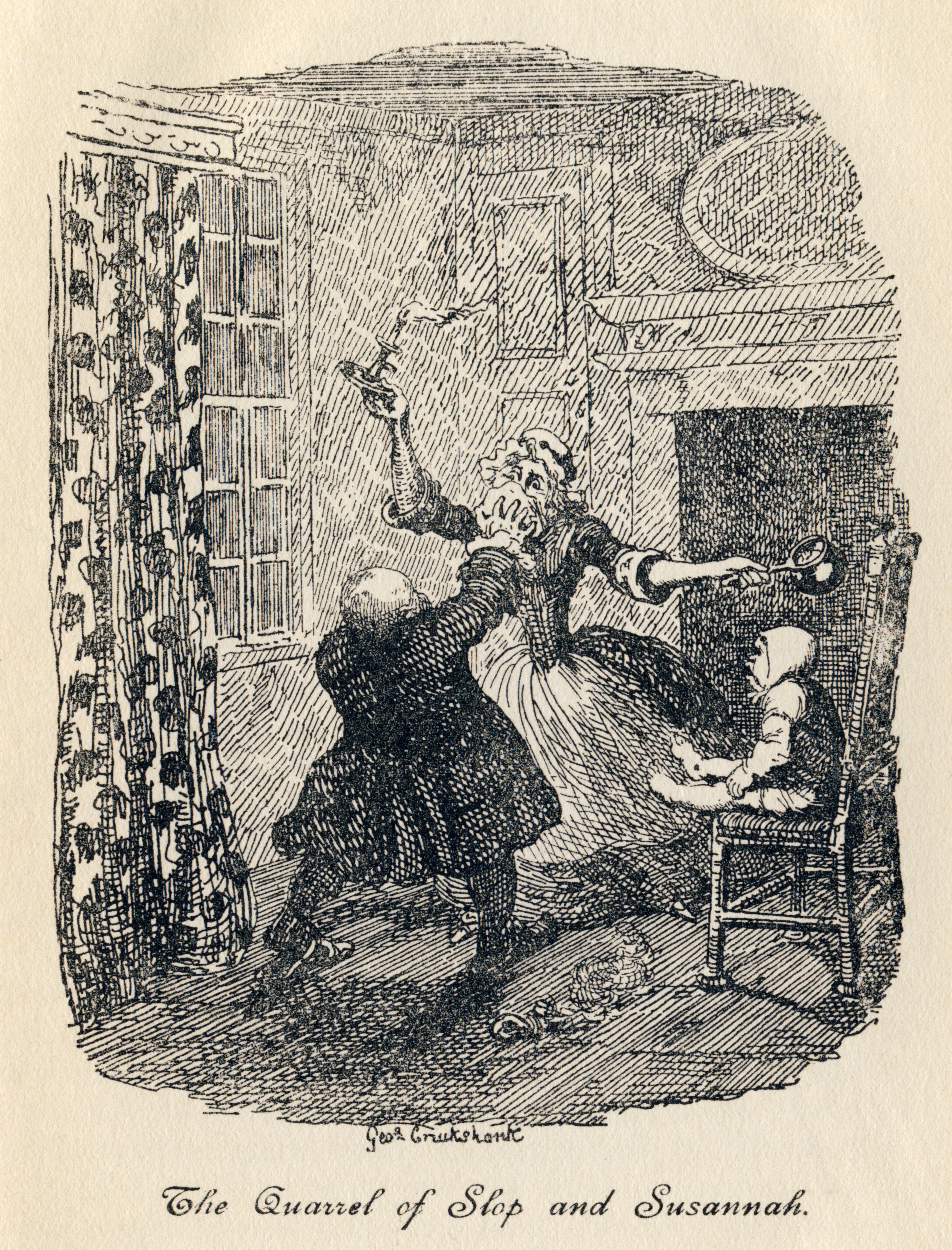
Plate VII
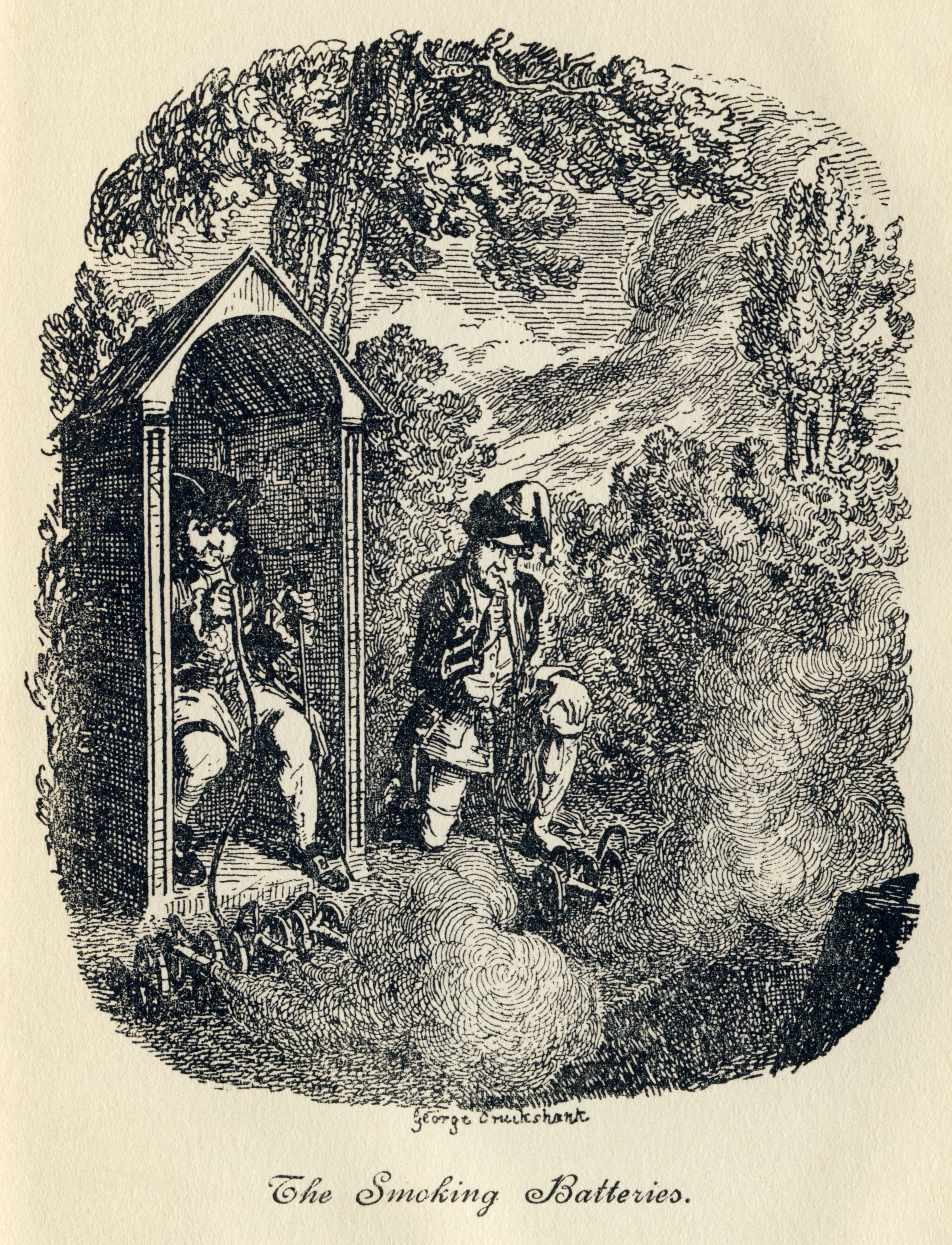
Plate VIII

Others

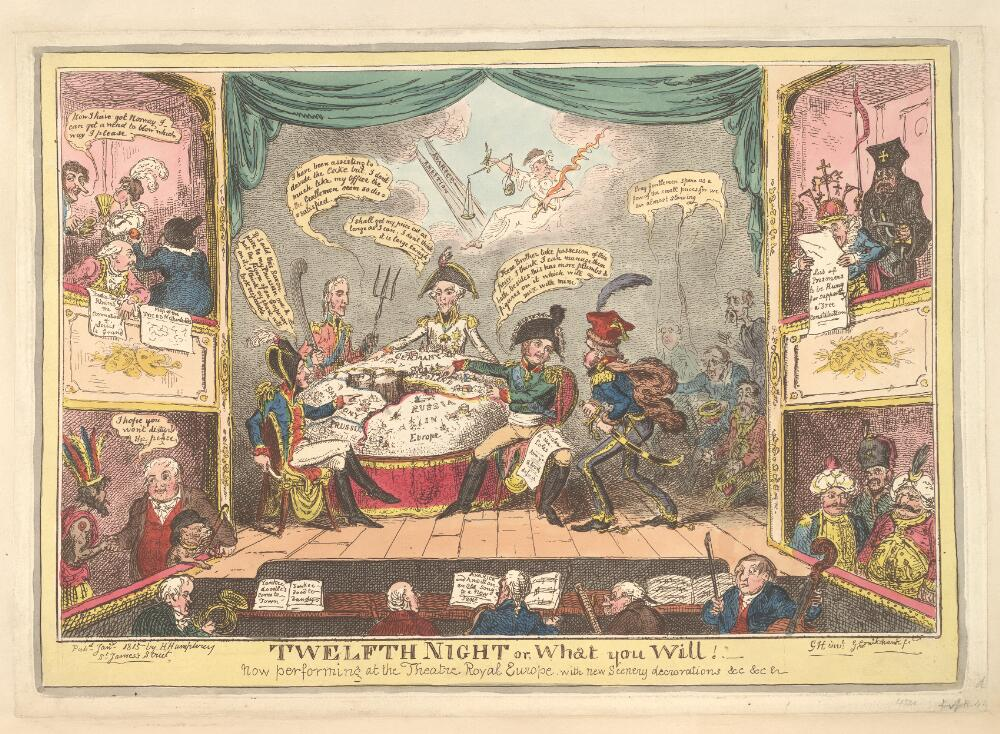
Twelfth Night (print), 1815.
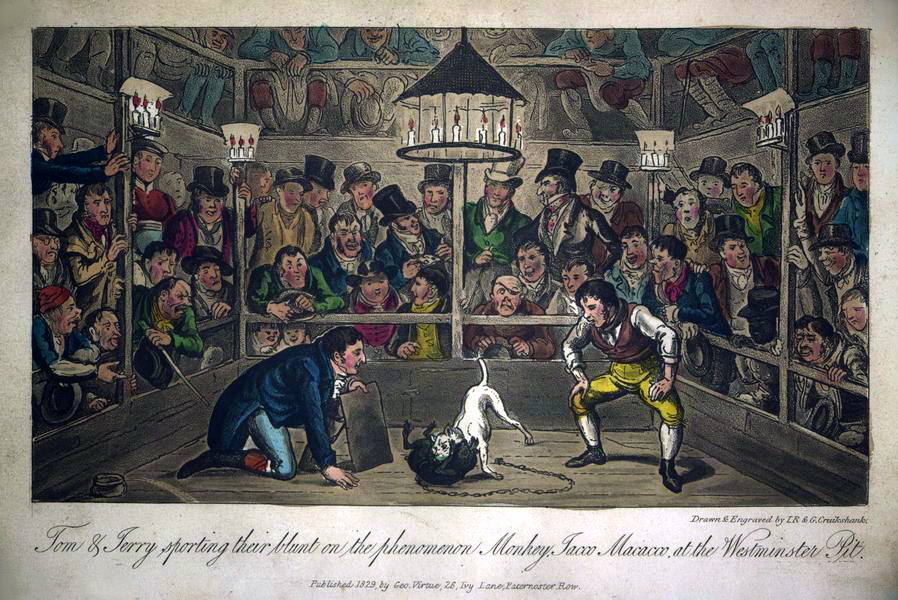
Jacco Macacco at the Westminster-Pit 1821
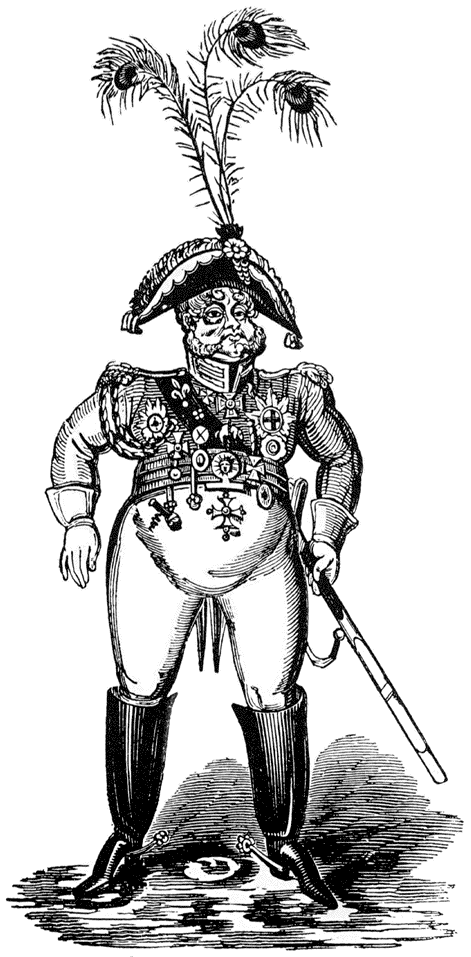
An unflattering 1819 caricature of the Prince Regent illustrating "The Political House that Jack Built" by William Hone
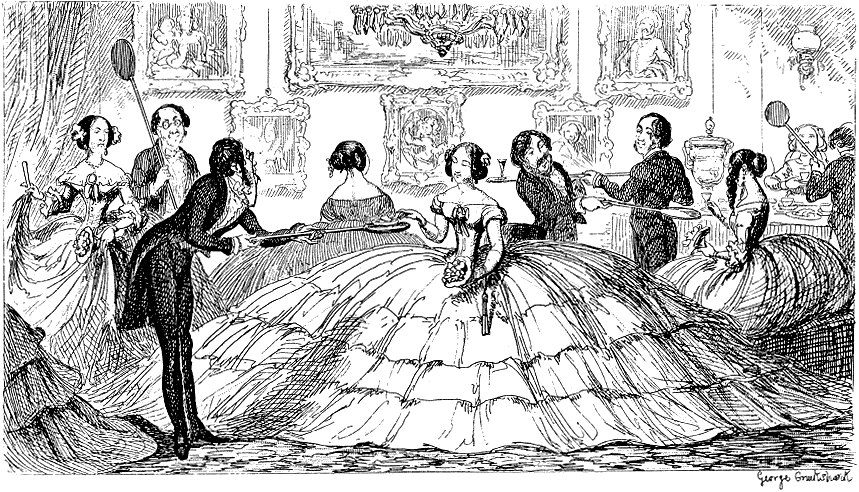
A Splendid Spread, early satire on the crinoline from The Comic Almanack for 1850
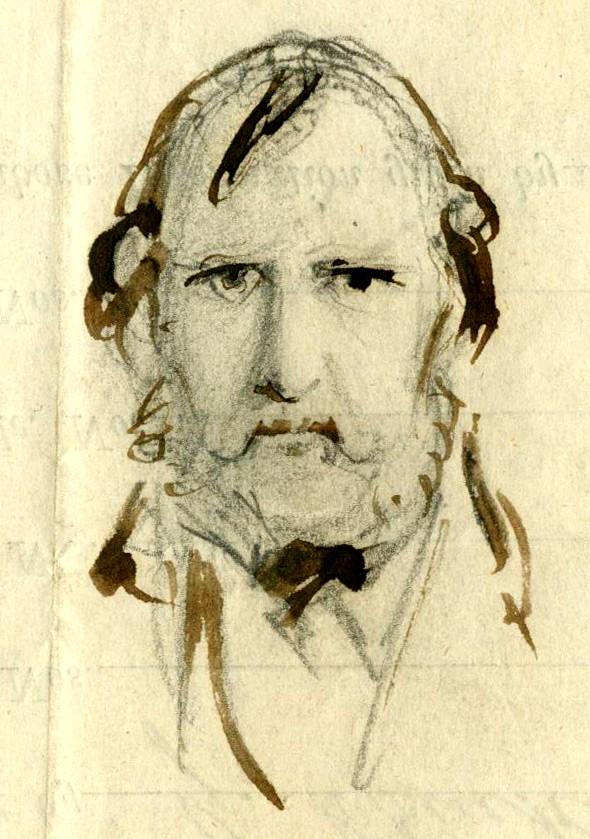
自画像(1858)
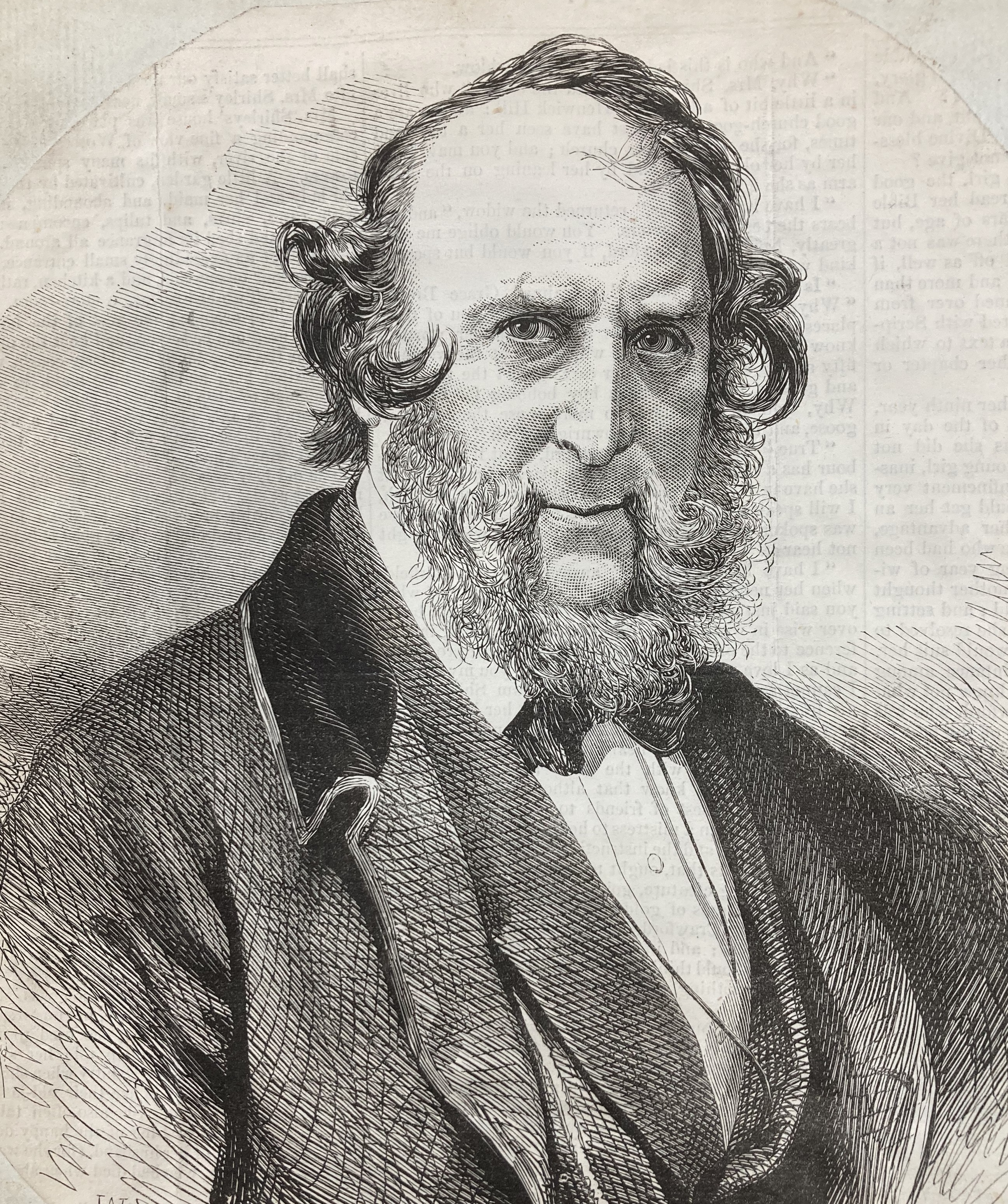
肖像画
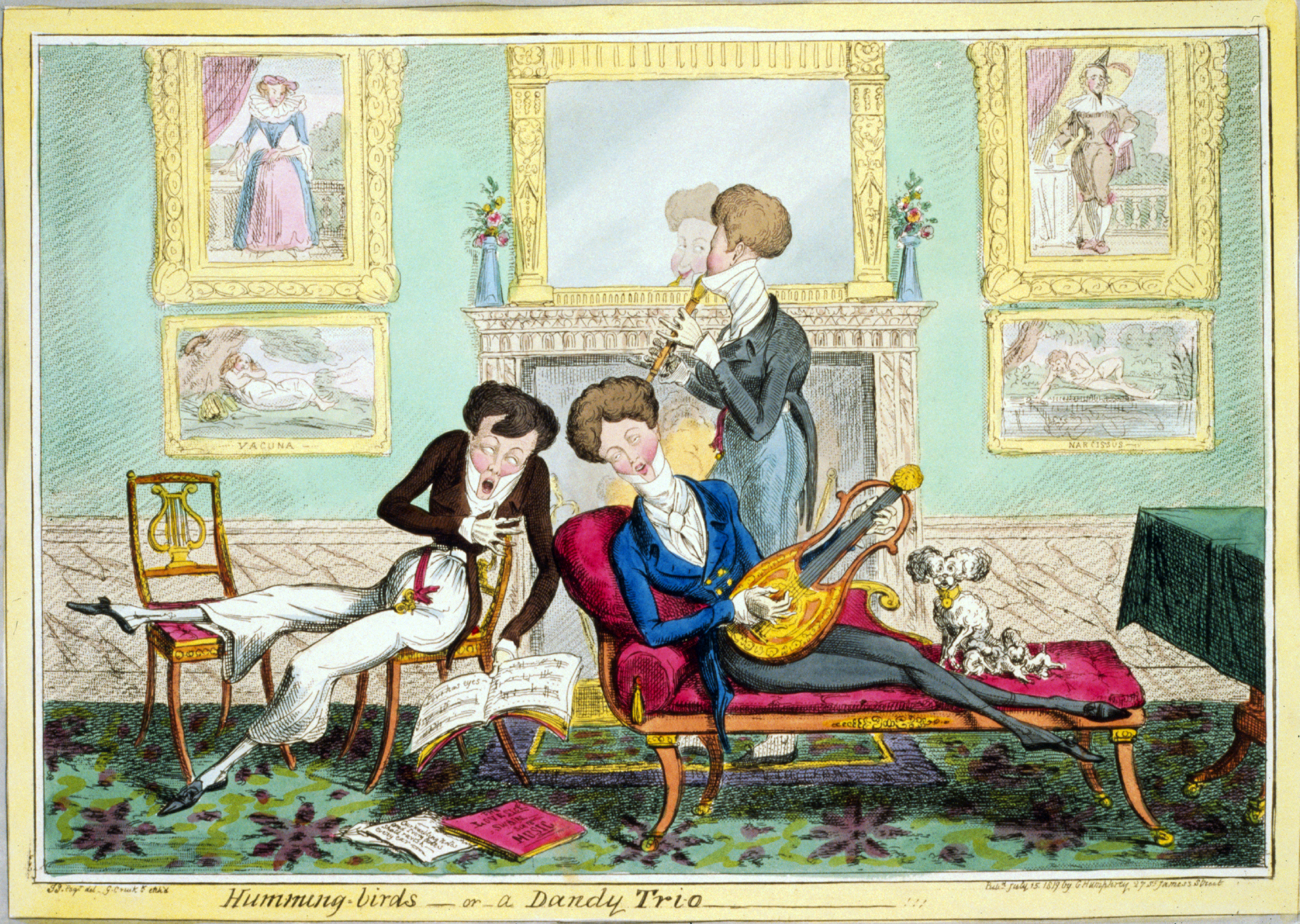
Humming-birds—or—a Dandy Trio. 1819.
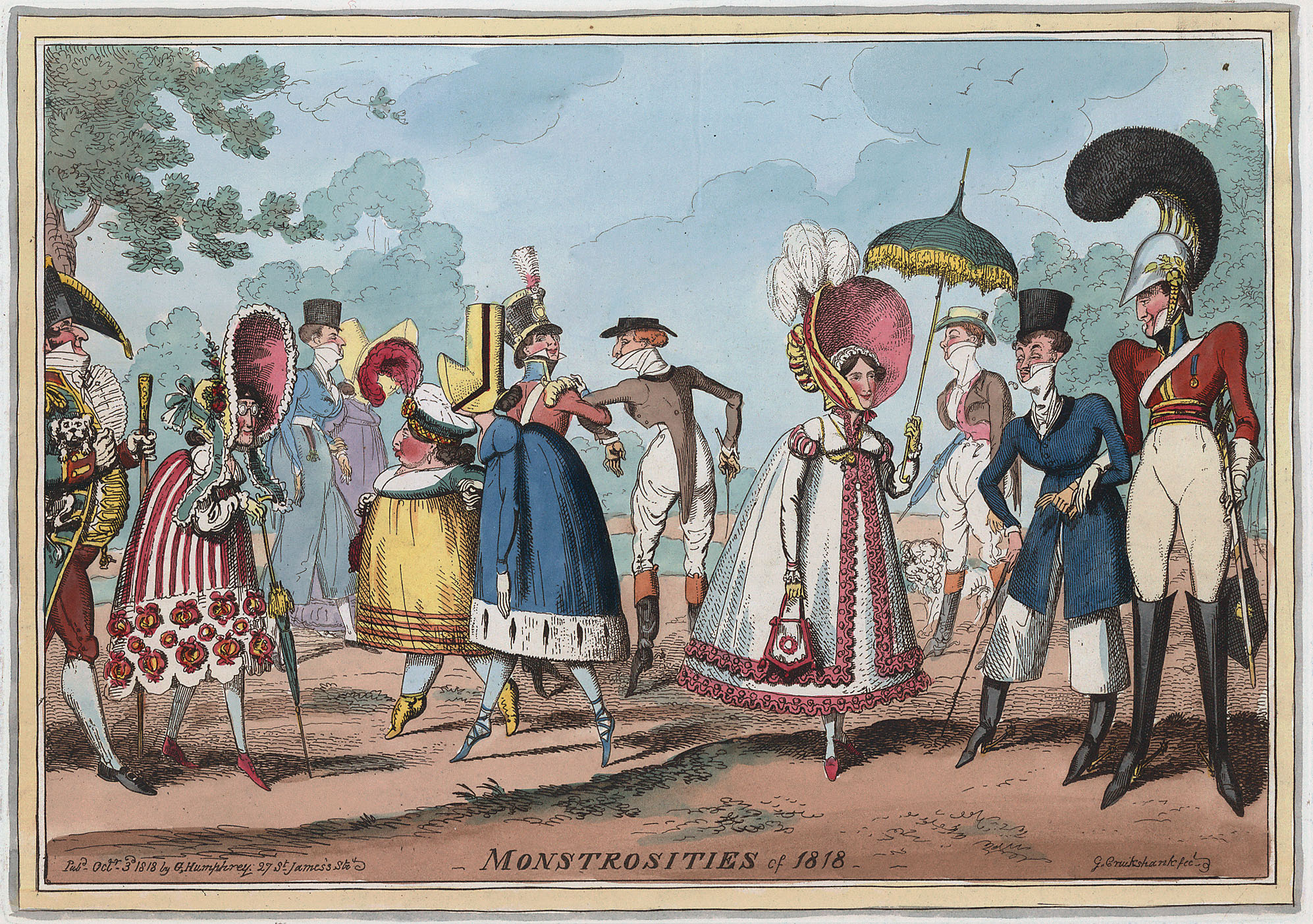
Monstrosities of 1818, extravagant clothing styles of men's and women's fashions
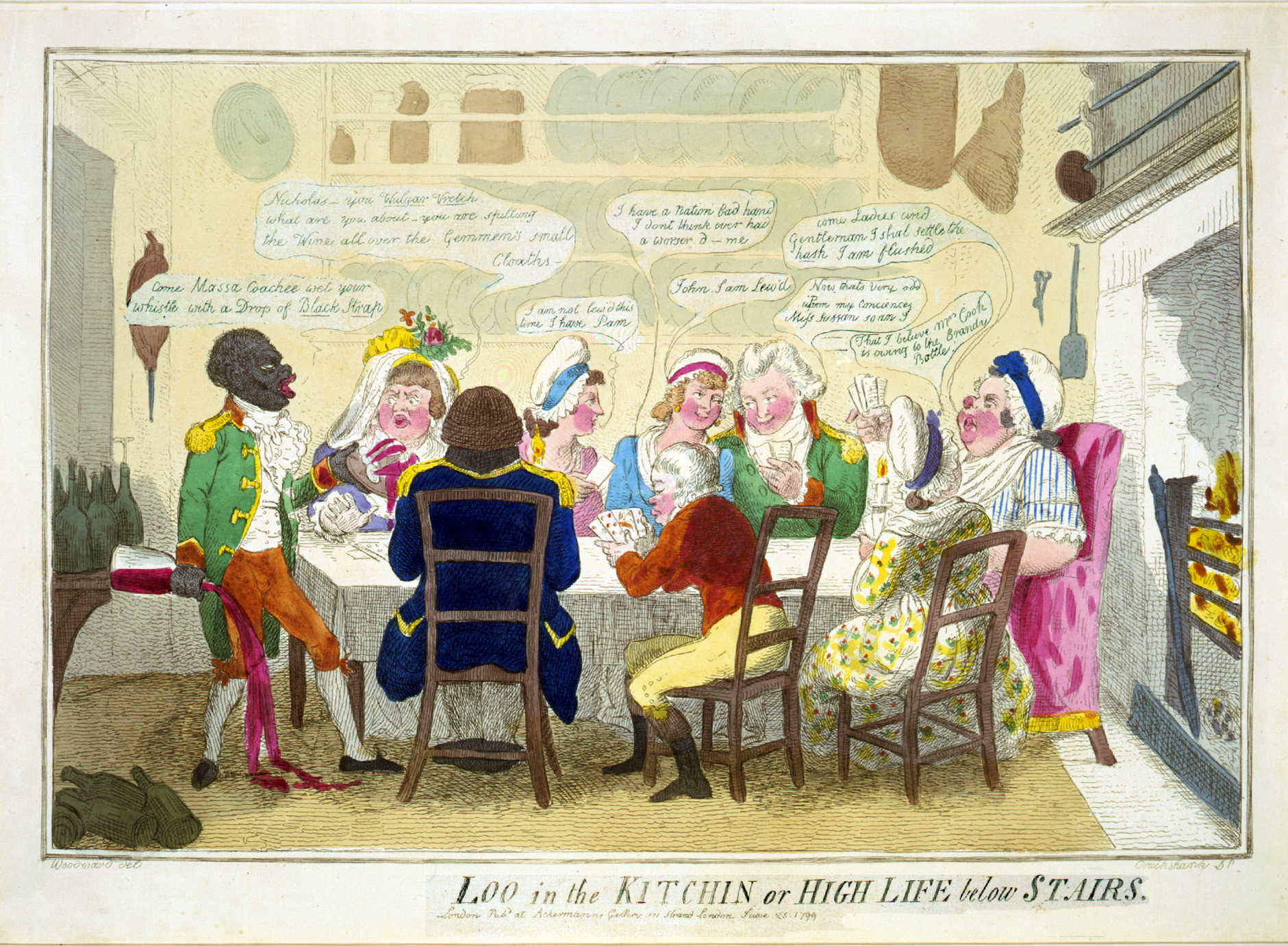
A group of servants gathered in a kitchen, ape the manners of their employers
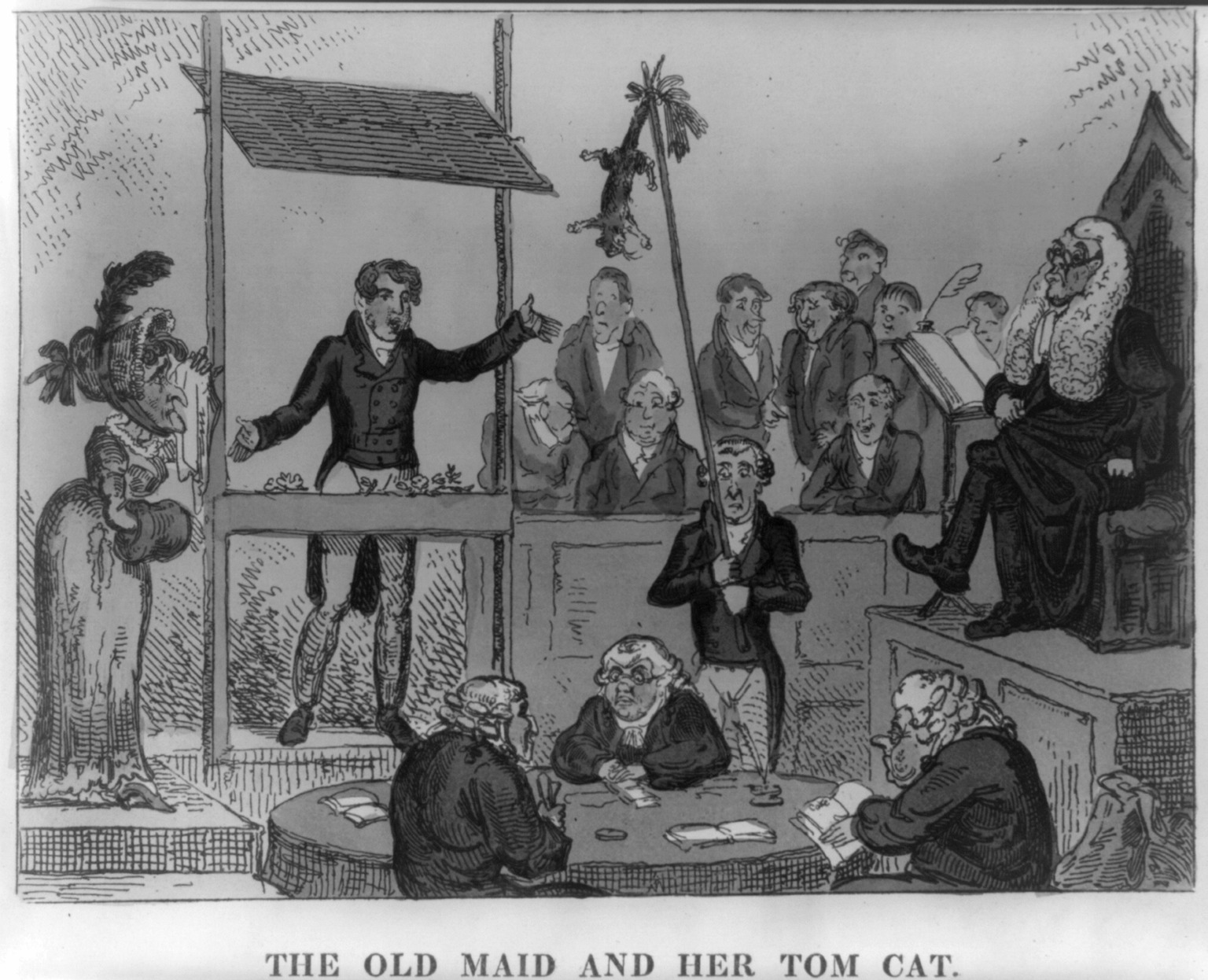
Caricature of the Old Bailey
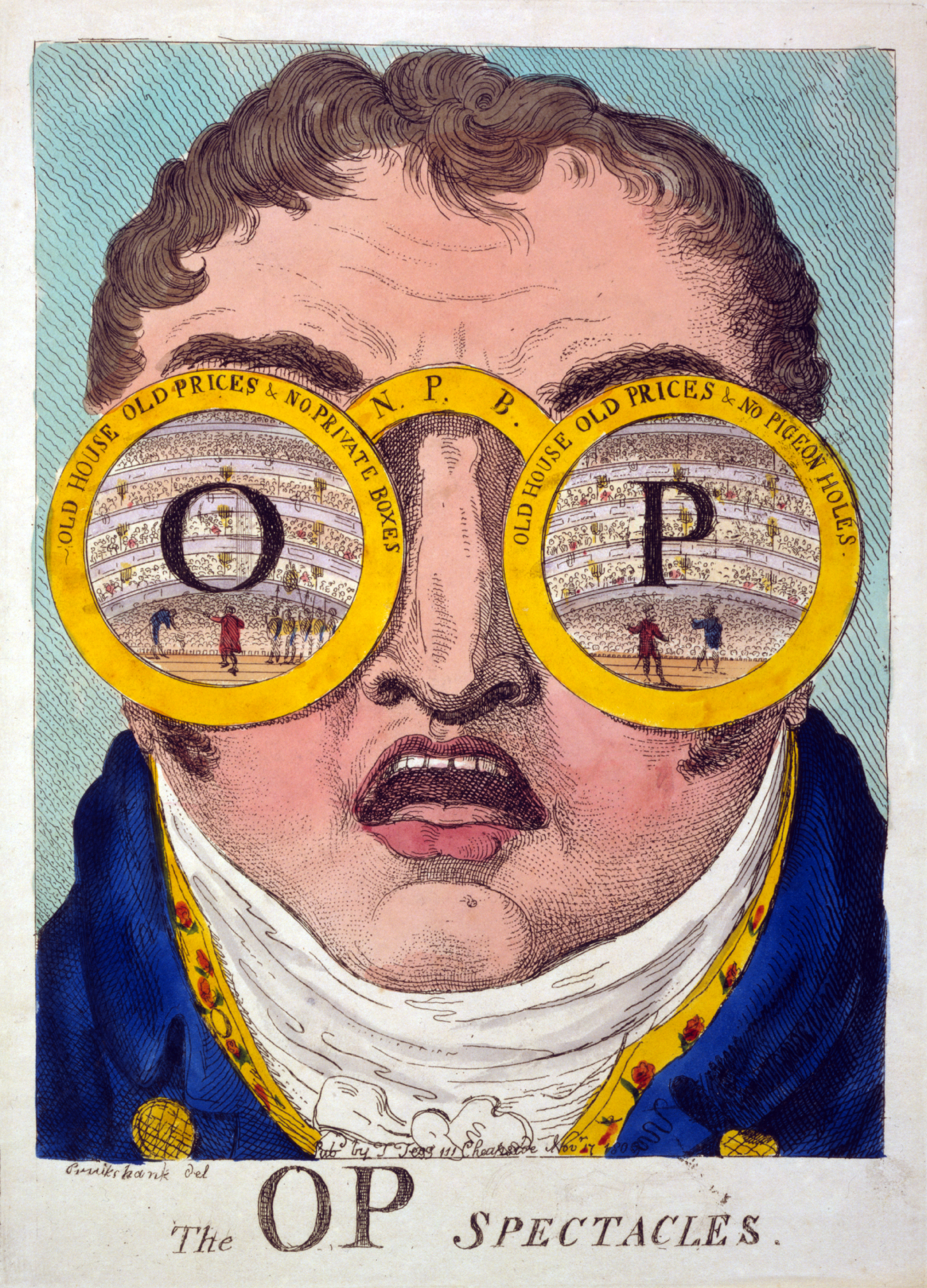
Caricature concerning the prices at the Covent Garden Theatre
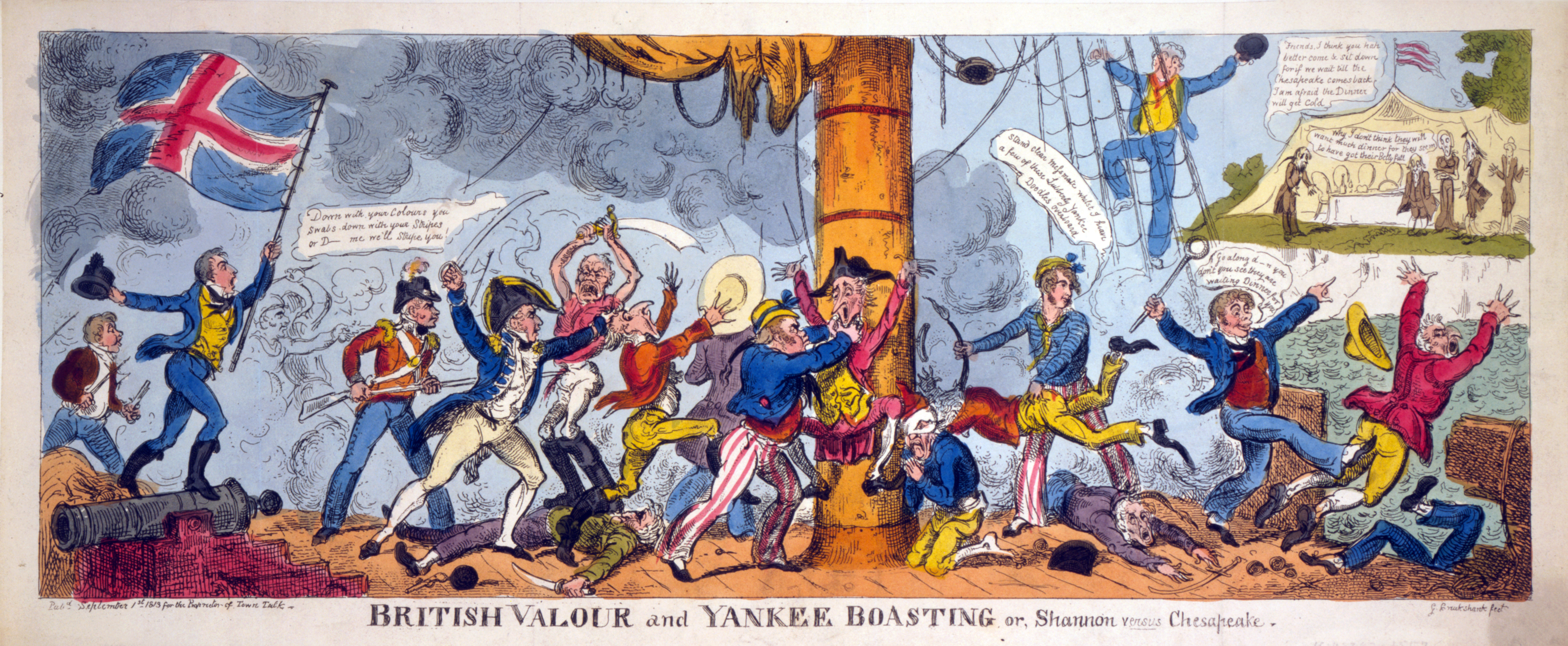
1813 caricature showing the Americans as cowardly in face of the British
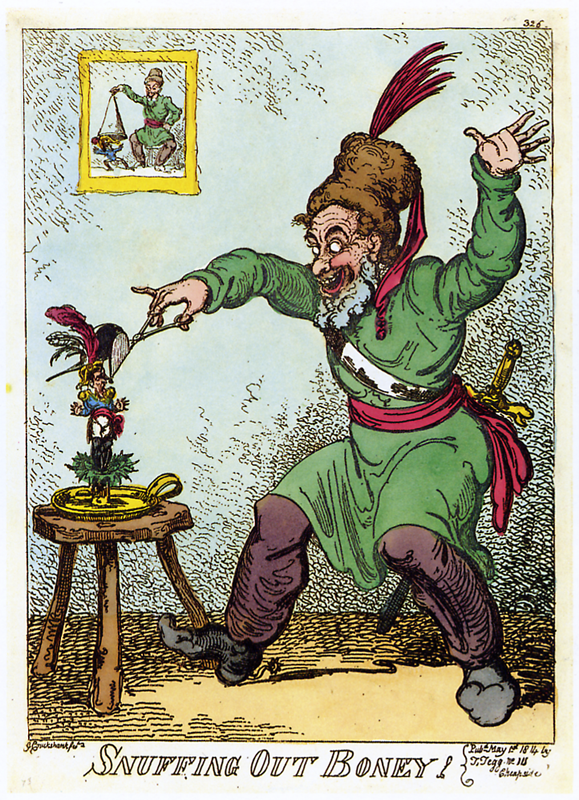
Snuffing out Boney, 1814
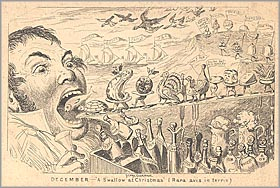
December – A Swallow at Christmas (Rara avis in terris)
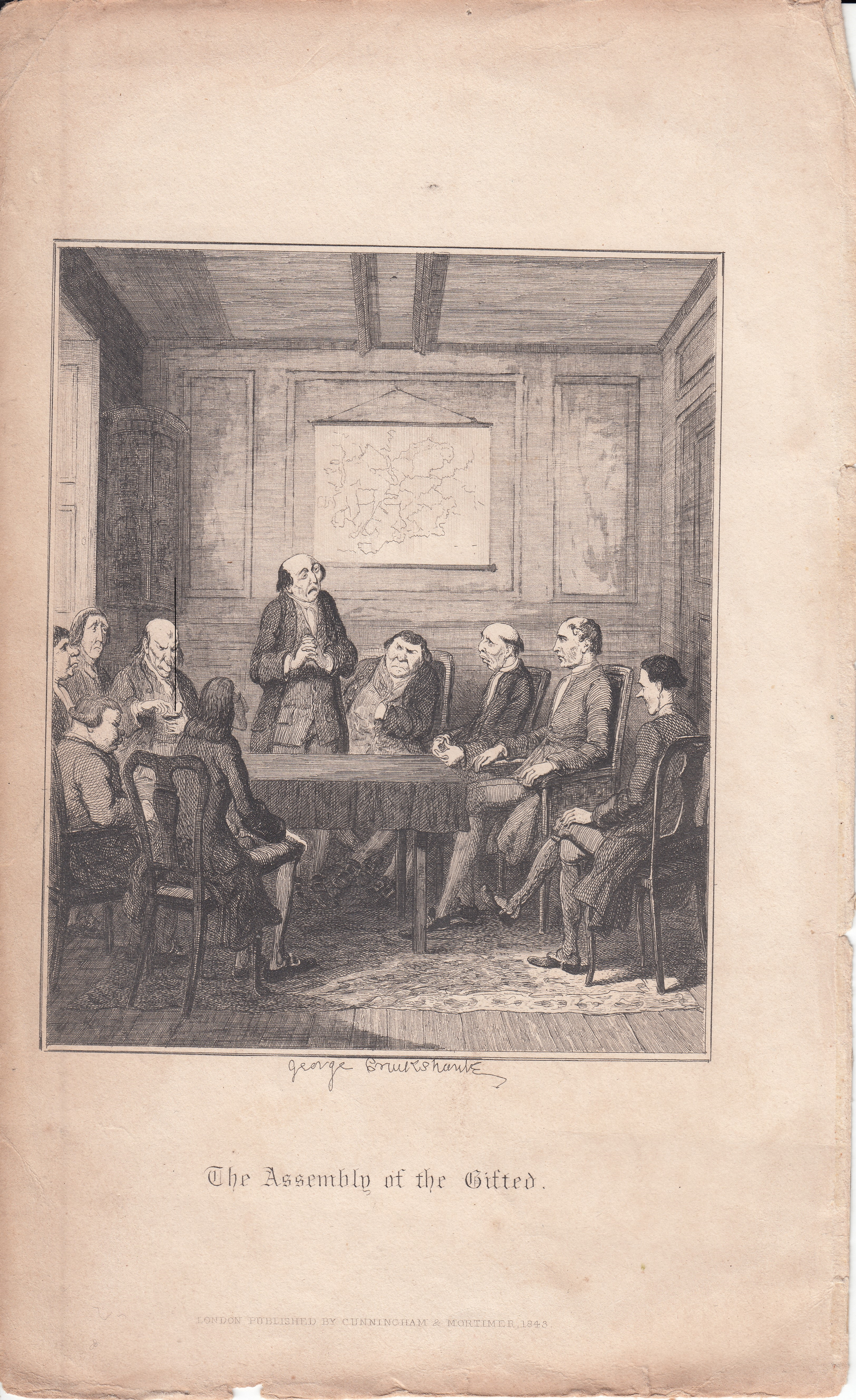
The Assembly of the Gifted